# Catocala mabella
Catocala mabella är en fjärilsart som beskrevs av Holland 1889. Catocala mabella ingår i släktet Catocala och familjen nattflyn. Inga underarter finns listade i Catalogue of Life.